# Amherst, Virginia
Amherst är administrativ huvudort i Amherst County i Virginia. Orten har fått sitt namn efter militären Jeffery Amherst. Vid 2010 års folkräkning hade Amherst 2 231 invånare.